# Horsegirl
Horsegirl — американський рок-гурт з Чикаго, штат Іллінойс, заснований у 2019 році. 
Музика гурту була класифікована як постпанк, інді-рок.
У 2021 році гурт підписав контракт з лейблом Matador Records.

## Історія
Гурт виник у 2019 році, і того року вони самостійно випустили свій перший сингл, «Forecast».
Гурт випустив свій перший мініальбом Horsegirl: Ballroom Dance Scene et cetera на лейблі Sonic Cathedral Recordings у 2020 році.
Журнал Paste назвав мініальбом одним із 25 найкращих мініальбомів 2020 року.
  

У листопаді 2021 року гурт випустив сингл «Billy» на лейблі Matador Records. Журнал Rolling Stone вніс сингл «Billy» до переліку «Songs You Need to Know». 

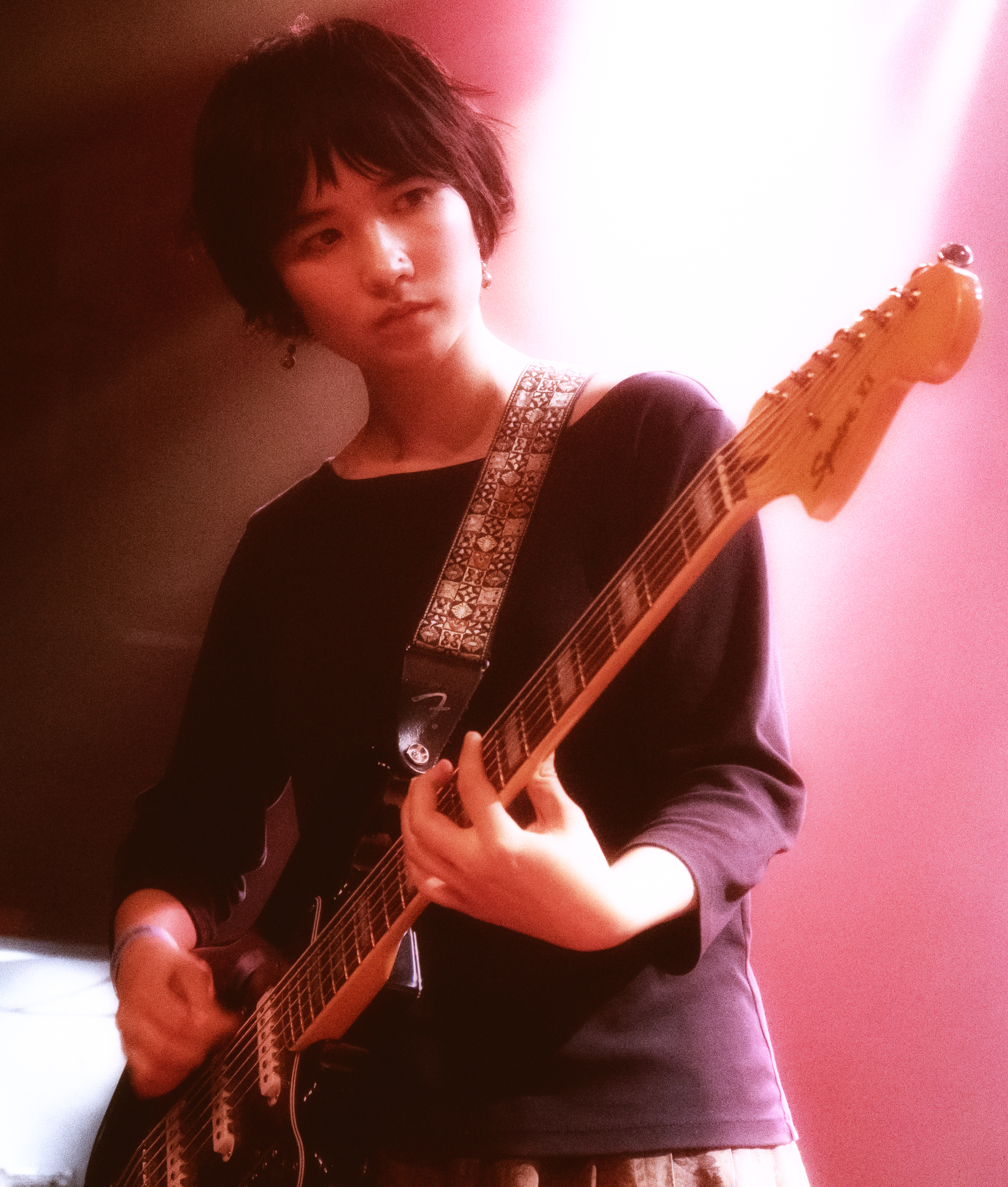
Нора Ченг

Разом з синглом «Billy» гурт випустив кавер на пісню гурту Minutemen, «History Lesson — Part II». 

3 червня 2022 року гурт випустив свій дебютний альбом, Versions of Modern Performance на лейблі Matador Records.

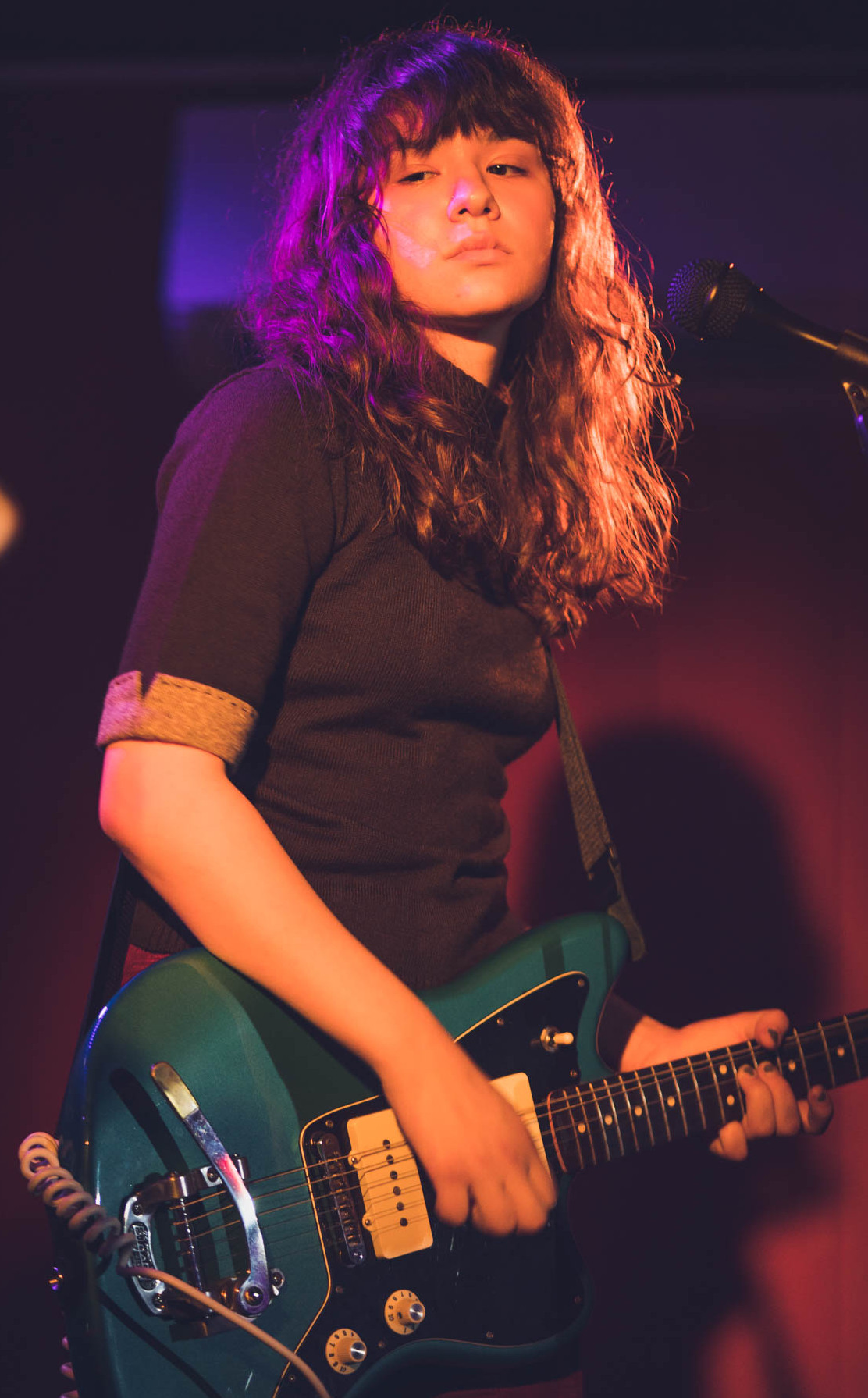
Пенелопа Лоуенштайн

## Учасники гурту
- Нора Ченг (Nora Cheng),
- Пенелопа Лоуенштайн (Penelope Lowenstein),
- Гігі Ріс (Gigi Reece).

## Дискографія
Альбоми
- Versions of Modern Performance (2022)
- Rough Trade Super-Disc (2022)

Мініальбоми
- Horsegirl: Ballroom Dance Scene (2020)

Сингли
- "Forecast" (2019)
- "Sea Life Sandwich Boy" (2020)
- "Ballroom Dance Scene" (2020)
- "Billy" (2021)
- "Anti-Glory" (2022)
- "World of Pots and Pans" (2022)
- "Dirtbag Transformation (Still Dirty)" (2022)
- "History Lesson — Part II" (2022) (Minutemen cover)